# George Morton Pitt
George Morton Pitt (* 1693 in Fort St. George, Madras; † 9. Februar 1756 in England) war ein britischer Politiker sowie Kaufmann und Kolonialadministrator der Britischen Ostindien-Kompanie.

## Leben
George Morton Pitt wurde in Madras, Indien, geboren. Er war der einzige Sohn des John Pitt († 1703), Gutsherr von Tarrant Preston in Dorset, Konsul in Masulipatnam, aus dessen zweiter Ehe mit Sarah Charlton, Witwe des Thomas Wavell, stellvertretender Vorsitzender des Rates von Fort St. George. Er war ein entfernter Verwandter des Thomas Pitt (1653–1726), der 1698 bis 1709 Gouverneur der Präsidentschaft Madras war.
Er wurde zur Ausbildung nach England geschickt und besuchte dort die St Paul’s School in London. Beim Tod seines Vaters erbte er 1703 dessen Besitzungen. Er wurde als freier Kaufmann bei der Britischen Ostindien-Kompanie zugelassen und fuhr ab 1717 im Dienst dieser Gesellschaft zur See. Durch die Protektion seines Verwandten Thomas Pitt, gelang es ihm im November 1722 als Abgeordneter für Old Sarum ins Unterhaus des britischen Parlaments gewählt zu werden. Im Januar 1724 legte er sein Parlamentsmandat nieder und amtierte von Januar bis August dieses Jahres als Registrar des Verbrauchsteueramtes (excise office).
Er war in England, als er im Herbst 1724 von der Britischen Ostindien-Kompanie zum stellvertretenden Vorsitzenden des Rates der Präsidentschaft Madras ernannt wurde. Er reiste daraufhin nach an die indische Koromandelküste und trat sein Amt dort am 26. Dezember 1724 an. Im folgenden Jahr wurde er zudem stellvertretender Gouverneur (Deputy Governor) von Fort St. David bei Cuddalore ernannt und hatte dieses Amt inne, bis er 1730 James Macrae als Gouverneur der Präsidentschaft Madras zurücktrat und Pitt am 14. Mai 1730 dessen Nachfolger wurde. Während seiner Amtszeit als Gouverneur wurde insbesondere der Vorort von Madras Chintadripetta zur gezielten Ansiedlung von Webern gegründet und 1733 die Survey of Madras fertiggestellt, eine wohl 3243 Seiten starke Bestandserhebung aller Besitzung der Präsidentschaft Madras, einschließlich Personal und Inventar nebst Zustandsberichten und umfangreichen kolorierten Lagekarten zu Gebäuden, Gärten und Befestigungsanlagen. Am 23. Januar 1735 legte er sein Gouverneursamt nieder und segelte am selben Tag nach England ab.
Durch seine lukrativen Posten in Indien hatte er ein beachtliches Vermögen angehäuft. In England kaufte er als seinen Wohnsitz das herrschaftliche Anwesen an der Themse in Twickenham bei London, das später als Orleans House bekannt wurde. Um sich erneut einen Sitz im britischen Parlament zu verschaffen, kaufte er im Januar 1740 für 9600 £ alle Besitzungen des Sir William Lowther, 2. Baronet (um 1694–1763) in Pontefract, Yorkshire, bestehend aus 86 burgages und verschiedenen freeholds in diesem borough, die ihm entsprechende Stimmrechte für Unterhauswahlen verschafften. Zusammen mit John Monckton, 1. Viscount Galway, der 22 burgages in Pontrefract hielt und sich mit ihm verbündete, konnte er nun das Pontrefract als pocket borough kontrollieren. Ohne Gegenkandidat wurde so ab 1741 als Abgeordneter für Pontrefract Mitglied des britischen Unterhauses (während Lord Galway den zweiten Sitz für diesen Wahlkreis innehatte). Im Parlament stimmte der stets für die Anträge der Regierung. Zur Unterhauswahl von 1754 trat Pitt nicht mehr an, sondern verschaffte seinen Parlamentssitz stattdessen seinem Freund Sambrook Freeman.
Am 8. September 1743 heiratete er Sophia Drake, Tochter des Charles Bugden, der stellvertretender Vorsitzender des Rates von Madras war, und Witwe des George Drake, der Kaufmann in und Ratsmitglied von Madras war. Mit ihr hatte er eine Tochter, Harriet Pitt (1745–1763).
Er starb am 9. Februar 1756. Seine Besitzungen fielen an seine minderjährige einzige Tochter, die 1762 den Unterhausabgeordneten Lord Brownlow Bertie, den späteren 5. Duke of Ancaster and Kesteven heiratete, aber 1763 im Alter von 18 Jahren kinderlos starb. Gemäß seinem Testament fielen seine Besitzungen in Pontrefract sodann an seinen Blutsverwandten, den Unterhausabgeordneten John Pitt (um 1706–1787), Gutsherr von Encombe in Dorset, der diese 1766 verkaufte, während sein Anwesen in Twickenham an seine Stieftochter aus der ersten Ehe seiner Gattin fiel.